# 涅瑞達山脈
涅瑞達山脈（Nereidum Montes）是火星阿耳古瑞区中，一道位于阿耳古瑞平原东北的山脈，長约1143公里。
在涅瑞达山脉中发现了类似威基（weiki）冰碛的丘状地貌。据推测，这种丘状地貌与火星冰川融化形成的威基冰碛非常相似。
涅瑞達山脈中有一座中心坐标为南纬45.1°、西经55.0°的陨击坑，相當類似伽勒陨击坑，因為它的里面看起來也有一张笑臉，但直徑遠比伽勒陨击坑的要小。

## 沖溝
在火星某些緯度区常可看到沖溝這種地形特徵，该类地形常見於撞擊坑壁或槽沟上，在涅瑞達山脈某些區域也可見到，請參見以下图像。沖溝常見於陡坡，尤其是撞擊坑。沖溝一般認為是相對年輕的地形，因為在它们上面的撞擊坑數量不多，而且它們也出现在年輕的沙丘上。一般來說，每条沖溝都有沟头壁凹、冲沟道和冲积扇。雖然有許多解釋沖溝形成的看法，但大多認為是來自含水层或冰川流水的冲刷所导致。

## 圖集

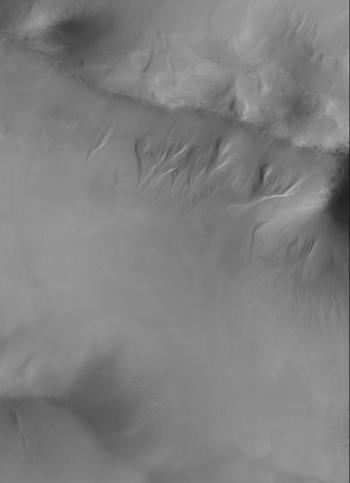
涅瑞達山脈其中一個斷塊山的沖溝，由火星偵察軌道器的背景攝影機（CTX）攝影。
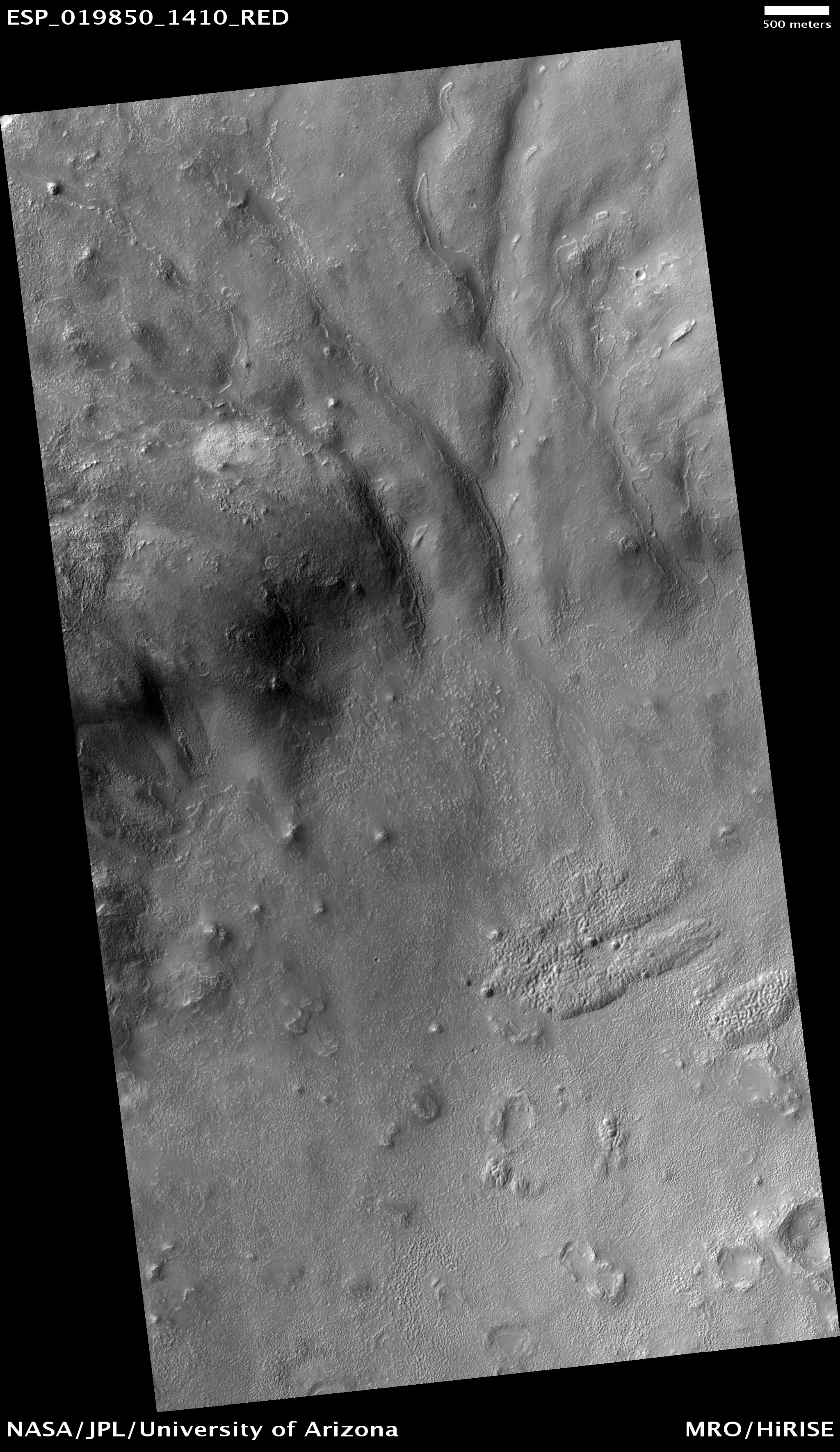
HiWish计划中由火星偵察軌道器的高解析度成像科學設备 拍攝的阿爾及爾區表面。該影像拍攝區即位於涅瑞達山脈。本影像是來自高解析度成像科學設备的單一影像，比例尺500公尺。
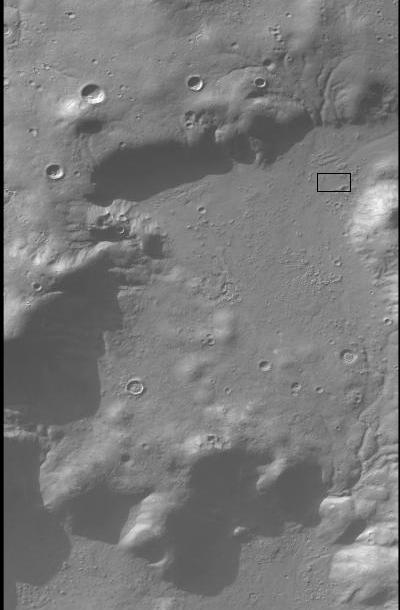
由背景相机拍攝的本影像是做為下一個影像的背景，影像中可見許多渠道。
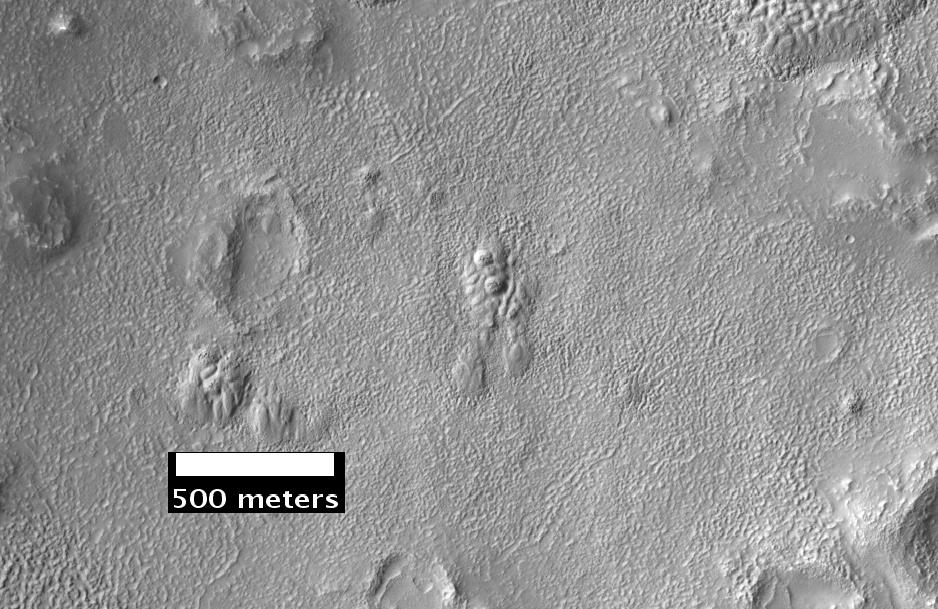
HiWish计划下由高解析度成像科學設备拍攝的涅瑞達山脈近距離影像。
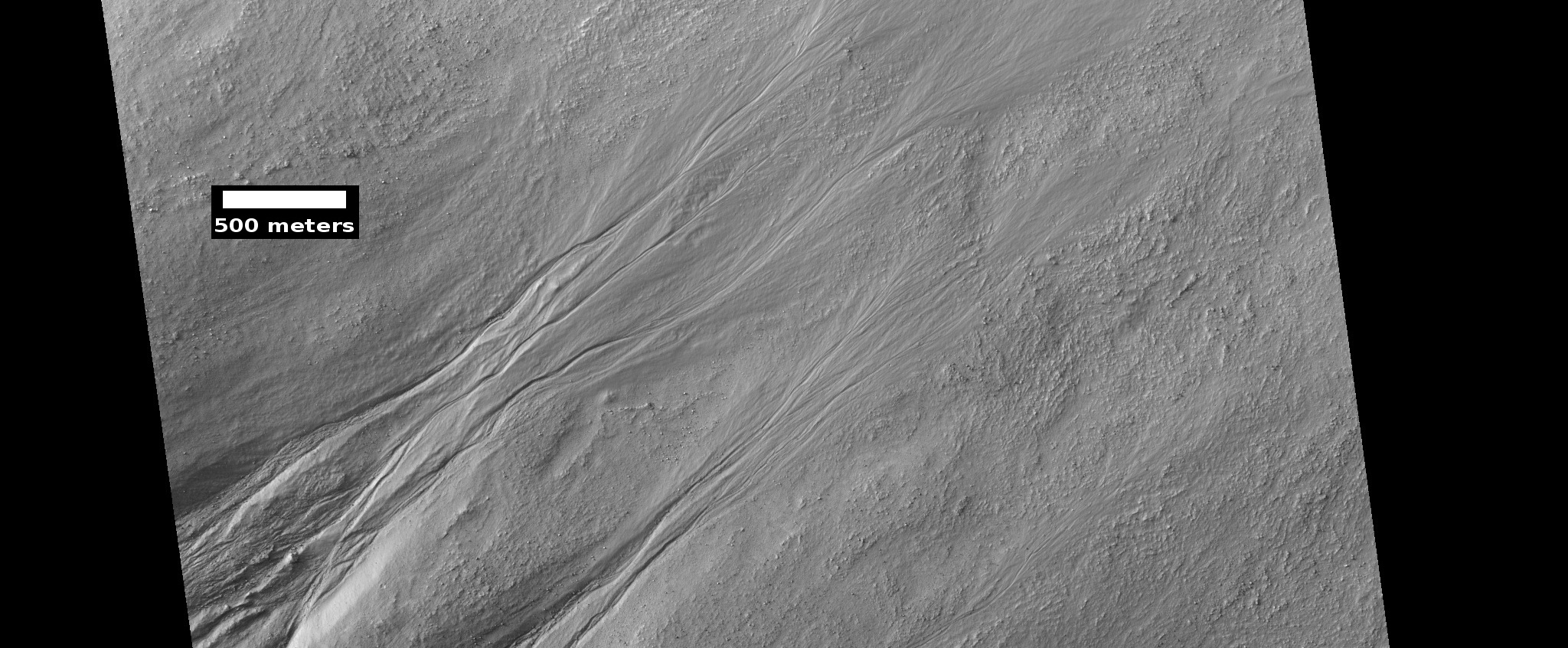
HiWish计划下高分辨率成像科学设备显示的涅瑞达山脉中的冲沟。
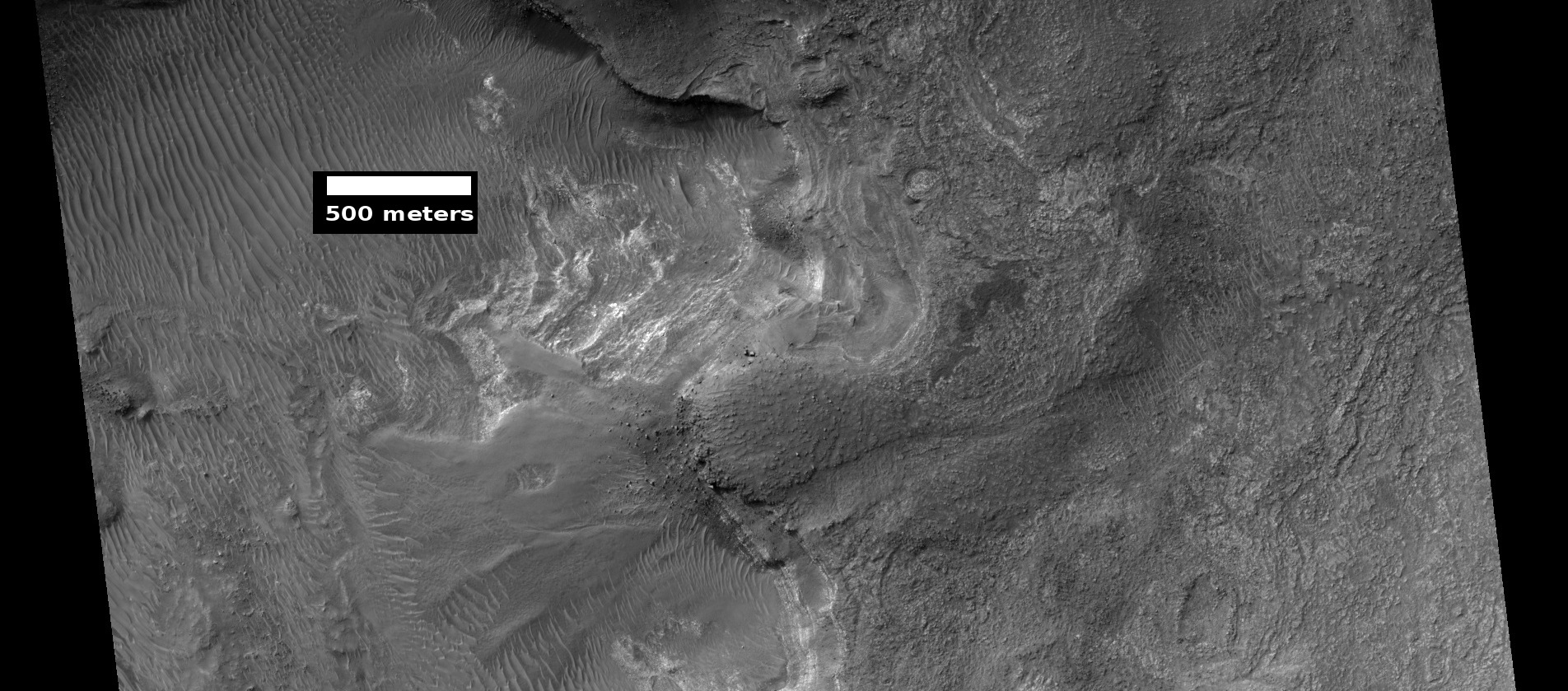
HiWish计划下高分辨率成像科学设备显示的涅瑞达山脉中暴露的岩层，浅色层可能含有硫酸盐，有利于保存古代生命的痕迹。